# Chambornay-lès-Bellevaux
Chambornay-lès-Bellevaux település Franciaországban, Haute-Saône megyében. Lakosainak száma 185 fő (2022. január 1.). Chambornay-lès-Bellevaux Traitiéfontaine, Thurey-le-Mont, Valleroy, Aulx-lès-Cromary, Cirey és Neuvelle-lès-Cromary községekkel határos.

## Népesség
A település népességének változása:
| Lakosok száma | 176  | 181  | 186  | 185  | 189  | 194  | 196  | 190  | 185  |
|               | 2013 | 2015 | 2016 | 2017 | 2018 | 2019 | 2020 | 2021 | 2022 |